# دكتور جيكل ومستر هايد (فلم 1941)
دكتور جيكل ومستر هايد فيلم رعب أخذ عن رواية للأديب الإنجليزي الشهير روبرت لويس ستيفنسون. أنتج عام 1931 ومثل فيه فريدريك مارج وحصل من خلال هذا الفيلم على جائزة الأوسكار لأفضل ممثل عام 1932 وهذه النسخة أنتجت عام 1941 من بطولة سبنسر تريسي ولانا تيرنر وإنغريد بيرغمان.

## نبذة عن الفيلم
قامت أنجريد برجمان بأداء دور بارع وهو خادمة دكتور جيكيل التي يجري عليها التجارب ونجد أن انفصام الشخصية حيث يقوم دكتور جيكيل بعمل دواء في مختبره يحوله لمجرم دميم لكي يكون بشخصيتين الأولى طبيب مرموق والثانية مجرم دميم يتسبب في كثرة عدد ضحاياه حتى يلاقي حتفه على يد الشرطة فيموت جيكل وهايد في وقت واحد ما بين الطبيب المرموق والمجرم الدميم.

## مغزى الفيلم
لعبت لانا تيرنر دور شقيقة زوجة جيكل المتوفاة والتي يرفض الأب في زواجها منه حتى يقتنع في النهاية، لكن لعنة الدواء حولته لهايد المجرم. وتموت الحبيبة من الهلع والجزع والخوف بسبب تلك المفاجأة الشنيعة لكي تصل لقناعة هامة وهي أن الإنسان في نعمة جميلة من خلال ما خلقه الله لنا وعلينا ألا نتمرد على ما طبعه الله فينا حتى لا نصل للنهاية المخزية لجيكل وهايد والتي أدت إلى تواجد شخص ممسوخ لا هوية له ولا مسحة من إنسانية.

## قصة الفيلم
يعتقد الدكتور هنري جيكل (سبنسر تريسي) أن الخير والشر موجودان في الجميع. تكشف التجارب عن جانبه الشرير المسمى السيد هايد. تعلمه الخبرة كيف يمكن أن يكون هايد شريرًا وعنيفًا: فهو يغتصب آيفي بيرسون (إنغريد بيرغمان) التي أبدت اهتمامًا في وقت سابق بجيكيل. في هذه الأثنا تستعد جيكل للزواج من بياتريكس (لانا تيرنر). على مدار الفيلم هايد يسيء إلى إيفي. شعورًا بالندم على المعاملة التي تلحقها بـ إيفي من قبل نظيره «الوحشي»، يتعهد جيكل بعدم أخذ المصل مرة أخرى، وتدمير مفتاح مختبره، وإرسال الأموال إلى إيفي دون الكشف عن هويته. تعتقد إيفي أن المال أرسلههايد لخداعها للاعتقاد بأنها حرة الآن. بناءً على نصيحة صديقة بسبب أعصابها المزعجة تذهب إلى جيكل من أجل الراحة. يعد جيكل بأن هايد لن يؤذيها مرة أخرى.
في الطريق إلى منزل ايمري للإعلان عن زواجه منبياتريكس، يتحول جيكل إلى هايد دون أخذ المصل. يذهب إلى منزل إيفي ويتهمها بلقاء جيكل ويخنقها. يهرب عائداً إلى مختبره المغلق، ليتذكر أنه لم يعد بحوزته المفتاح. فشل في اقتحام الباب الأمامي لمنزله، لذلك أسرع إلى صديقه الدكتور لانيون (إيان هانتر) للحصول على المساعدة. صُدم لانيون عندما اكتشف أن جيكل وهايد هما نفس الشخص الذي يشرب هايد الترياق في حضور صديقه. يقرر جيكل قطع خطوبته مع بياتريكس من أجل الحفاظ على سره المظلم. ترفض قبول رد فعلها مما دفع جيكل إلى أن تصبح هايد وتخيف بياتريكس. يستجيب والدها (دونالد كريسب) لصراخها، ليضرب حتى الموت على يد هايد.
يكتشف لانيون لاحقًا قطعة من قصبجيكل في مكان الحادث، ويدرك أن صديقه مسؤول عن القتل. ثم يقود الشرطة للبحث في مختبر جيكل حيث وجدوا جيكل، الذي كان سابقًا مثل جيكل قد تجاوز خادمه الشخصي بول (بيتر جودفري) للوصول إلى الترياق. سرعان ما يبدأ الطبيب المحاصر في التحول مرة أخرى إلى هايد بينما تستجوبه السلطات في المختبر. يندلع صراع ويطلق لانيون النار على هايد. عندما يموت الوحش، يعود مرة أخرى وأخيراً إلى جيكل.

## أداءسبنسر تريسي
يعد هذا الدور من أفضل أدوار سبنسر تريسيحيث أدى دوره بشكل بارع وكان ندًا قويًا لسابقه فريدريك مارج وهما من مدرسة تمثيلية واحدة وهي مدرسة التقمص والتعايش والصدق في الأداء.

## طاقم العمل
- سبنسر تريسي دور دكتور هنري جيكل / السيد. إدوارد هايد
- إنغريد برغمان بدور آيفي بيرسون
- لانا تورنر بدور بيا إيمري
- دونالد كريسب مثل السير تشارلز إيمري
- إيان هانتر بدور جون لانيون
- بارتون ماكلين بدور سام هيجينز
- تشارلز أوبري سميث بدور المطران مانرز
- بيتر جودفري دور بول، كبير خدم جيكل
- سارة اللجود مثل السيدة هيغينز
- فريدريك وورلوك دور دكتور هيث
- ويليام طانين بدور المتدرب فينويك
- فرانسيس روبنسون بدور مارسيا
- دينيس جرين في دور فريدي
- بيلي بيفان مثل السيد ويلر
- فورستر هارفي بدور بروتي العجوز
- لومسدن هير دور العقيد ويموث
- لورانس جرانت دور دكتور كورتلاند
- جون باركلي كشرطي في الكنيسة
- كولين كيني بصفته شرطيًا
- ليديا بيلبروك سيدة كوبويل
- أليك كريج كنادل

## الأستقبال النقدي
بعد معاينة د.جيكل والسيد هايد "في أواخر يوليو 1941، ذكرت الورقة التجارية" فارايتي "بعض نقاط الضعف في تطور الشخصيات والمواقف في حبكة الفيلم؛ ولكن بشكل عام أعطت مطبوعة نيويورك الشهيرة الإنتاج تقييماً إيجابياً للغاية. توقعت "فارايتي" أن يكون الفيلم "واحدًا من أكبر الأفلام في الخريف" وركز اهتمامًا خاصًا على أداء بيرجمان ووجود الشاشة. لقد قارنت أيضًا مظهر هايد الجسدي مع صوره في تفسيرات 1925 و 1931 لرواية ستيفنسون: 
أشاد فيلم «فيلم ديلي» بالفيلم في مراجعته، وحصل على معظم الجوائز على فيكتور فليمنج وإخراجه. أثنت الورقة التجارية، التي قرأها على نطاق واسع مالكو المسارح أو «العارضون» على وتيرة فليمنغ وعرضها للقصة ووصفت «تعامله مع اللاعبين» بأنه «لا تشوبه شائبة».
خارج عالم الأوراق التجارية لصناعة الأفلام، كان لدى عامة الناس في عام 1941 آراء متباينة حول  د. جيكل والسيد هايد . يمكن العثور على أحد الأمثلة على ردود الفعل هذه في مجلة المعجبين المعاصرة «هوليوود»، والتي كانت توزع على المستوى الوطني كل شهر بواسطة منشورات فوسيت في لويفيل (كنتاكي). المجلة هوليوود (في الأصل وبإيجاز بعنوان «هولي ليفز») يعود تاريخها إلى عام 1912، حيث صنفتها بين أقدم المنشورات المعتمدة على المعجبين في العالم. تم بيعه لمنشورات فوسيت في أغسطس 1930. ملف تعريف من “موقع أفلام” ، وهو دليل وقاعدة بيانات لمنشورات الأفلام التي تغطي تاريخ السينما. تم الاسترجاع 27 أكتوبر، 2018. أوصت «هوليوود» قرائها بـ «رؤية الصورة»، مستشهدة مرة أخرى بتصوير بيرجمان الممتاز «المذهل» لأيفي. على الرغم من ذلك عثرت المجلة الشهرية على حبكة الفيلم passé و Tracy's Hyde أقل بكثير من المظهر لتكون فعالة: {{quote | في السنوات العشر التي انقضت منذ أن فاز فريدريك مارش بجائزة الأوسكار عن عمله في أدوار البطولة أصبح رواد الأفلام أكثر تعقيدًا من النوع الطبي الخزعبلات الذي تستند قصة ستيفنسون. قام عدد كبير جدًا من «فرانكشتاين» وبوجيمان بالمطاردة عبر الشاشة في غضون ذلك من أجل «Mr. هايد  ليكون وحشًا مقنعًا. بينما يقوم سبنسر تريسي بعمل كبير في دوره المزدوج ، كان عمله  Mr. يميل Hyde  إلى أن يكون أكثر فكاهة من كونه مرعبًا. كانت إحدى المنشورات الأخرى المعتمدة على المعجبين  أقل دقة في مراجعتها في نوفمبر 1941 عن» 'دكتور. جيكل والسيد هايد  ، واصفا الفيلم بأنه «أغرب صورة لهذا العام». اعتبرت المجلة جزئيًا أن النسخة الجديدة «أطرف عندما تحاول على ما يبدو أن تكون أكثر جدية وليس روتينية أبدًا كما لو كانت تحاول جاهدة أن تكون مختلفة.» 
فيما يتعلق بالردود النقدية الأحدث لهذا الإصدار من  جيكل والسيد هايد مؤرخ ومراجع أفلام أمريكي ليونارد مالتين في عام 2014 الإنتاج 3 من أصل 4 نجوم محتملة ، مشيدين بشكل خاص بأداء تريسي وبرغمان. الفيلم عبر الإنترنت - مراجعة  المُجمِّع روتن توميتوز ذكرت ، اعتبارًا من 2018 ، تصنيف موافقة بنسبة 65٪ بين النقاد المحترفين ، وهي نتيجة تستند إلى  20 مراجعات ، مع تصنيف متوسط من “6.7 / 10”.ردود فعل الجمهور العام على  د.جيكل والسيد هايد  أقل قليلاً في الموافقات على روتن توميتوز حيث سجلوا 61٪ وسجلوا متوسط تصنيف "3.4 / 5" بناءً على أكثر من 4700 إجابة.

## روابط خارجية
- مقالات تستعمل روابط فنية بلا صلة مع ويكي بيانات